# Richterwahlausschuss
Richterwahlausschüsse sind in Deutschland Gremien auf Bundes- und auf Länderebene, die – im Bund neben dem zuständigen Bundesminister – die Richter aus allen Zweigen der Gerichtsbarkeit berufen.

## Bund
Der Bund bildet nichtständige Richterwahlausschüsse für die Auswahl der Berufsrichter an den Obersten Gerichtshöfen des Bundes (Bundesgerichtshof, Bundesverwaltungsgericht, Bundesfinanzhof, Bundessozialgericht und Bundesarbeitsgericht). Rechtsgrundlagen sind Art. 95 Abs. 2 Grundgesetz (GG) und das Richterwahlgesetz (RiWG). Für die Richter des Bundesverfassungsgerichts gilt gemäß Art. 93 GG ein eigenständiges Wahlverfahren; die Richterwahlausschüsse sind nicht zuständig; teilweise wurde der zuständige Wahlausschuss trotzdem auch „Richterwahlausschuss“ genannt.
Der Richterwahlausschuss besteht aus 16 für das jeweilige Sachgebiet zuständigen Ministern bzw. Senatoren der Länder kraft Amtes und einer gleichen Anzahl von Mitgliedern, die vom Bundestag gewählt werden.
Wahlvorschläge für Richter können der zuständige Bundesminister oder die Mitglieder des Richterwahlausschusses machen.
Zu den vorgeschlagenen Kandidaten äußert sich schriftlich der Präsidialrat des Gerichts, bei dem der Richter seinen Dienst verrichten soll (§ 57 DRiG).
Der zuständige Bundesminister legt dem Richterwahlausschuss die Personalakten der Vorgeschlagenen vor. Weiter sind vor der Wahlsitzung allen Mitgliedern des Richterwahlausschusses eine aktuelle zeitnahe Beurteilung des Bewerbers und eine umfassende Dokumentation über dessen berufliche Entwicklung zur Verfügung zu stellen.
Der Richterwahlausschuss prüft, ob der für ein Richteramt Vorgeschlagene die sachlichen und persönlichen Voraussetzungen für dieses Amt besitzt.
Schließlich entscheidet er in geheimer Abstimmung mit der Mehrheit der abgegebenen Stimmen über die Vorschläge.
Der Richterwahlausschuss ist beschlussfähig, wenn die Mehrzahl sowohl der Mitglieder kraft Amtes als auch der Mitglieder kraft Wahl anwesend ist. Der Bundesminister der Justiz ist nicht stimmberechtigt. Stimmt der zuständige Bundesminister zu, so hat er die Ernennung der Gewählten beim Bundespräsidenten zu beantragen. Dieser ernennt sie zu Bundesrichtern (Art. 60 Abs. 1 GG, gemäß Art. 58 GG unter Gegenzeichnung durch den Bundeskanzler oder durch den zuständigen Bundesminister).

### Kritik
Das Richterwahlverfahren wird immer wieder kritisiert, insbesondere wird die mangelnde Transparenz des Verfahrens bemängelt und dass bei der Wahl neben der fachlichen Qualifikation auch die parteipolitische Ausrichtung der Kandidaten eine Rolle spiele. Dementsprechend forderten z. B. die Präsidenten der Oberlandesgerichte und des Bundesgerichtshofs auf ihrer Jahrestagung 2002 unter anderem, dass die Bundesrichter in einem transparenten Verfahren ausschließlich aufgrund ihrer persönlichen und fachlichen Eignung zu berufen seien.
Der ehemalige Richter des Bundesverfassungsgerichts Böckenförde spricht von „Parteipatronage“ und „personeller Machtausdehnung der Parteien“.
Weiter wird die Unabhängigkeit von der Exekutive diskutiert:

„… In der Empfehlung des Europarates über die Rolle der Richter und in den Kriterien der Europäischen Union über die Aufnahme neuer Mitgliedsländer heißt es: »Die für die Auswahl und Laufbahn der Richter zuständige Behörde sollte von der Exekutive unabhängig sein«. Das ist so in Frankreich, Spanien, Italien, Norwegen, Dänemark und in den Niederlanden – in Deutschland nicht. Deutschland wäre also, wäre es nicht schon Kernland der EU, ein problematischer Beitrittskandidat …“

Der Europäische Gerichtshof verhielt sich zu der Frage, ob die Wahl hessischer Richterinnen und Richter durch den Richterwahlausschuss ihre Unabhängigkeit beeinträchtigen könnte. Alleine die Wahl durch einen Richterwahlausschuss, in dem auch die Exekutive und Legislative vertreten sei, lasse die Unabhängigkeit der Justiz unberührt, soweit nicht die ernannten Richterinnen und Richter nach ihrer Wahl unter Druck gesetzt werden könnten oder weisungsgebunden seien.
Die Bundesvertreterversammlung des Deutschen Richterbundes (DRB) forderte am 27. April 2007, der Justiz die Stellung zu verschaffen, die ihr nach dem Gewaltteilungsprinzip und nach der im Grundgesetz vorgesehenen Gerichtsorganisation zugewiesen ist. Die Unabhängigkeit der Justiz werde zunehmend durch den Einfluss der Exekutive eingeschränkt.
Auch die Neue Richtervereinigung setzt sich für die Verwirklichung der Unabhängigkeit der Justiz von der Exekutive ein.
Diese Forderung ist mehr als 60 Jahre alt. Schon der 40. Deutsche Juristentag 1953 hat diese Verwirklichung des Grundgesetzes angemahnt:

„Gesetzgeberische Maßnahmen, um die Unabhängigkeit des erkennenden Richters sowohl durch die Art seiner Auswahl und Beförderung als auch durch seine Stellung gegenüber der Verwaltung institutionell zu sichern, sind notwendig zur Durchführung des Grundgesetzes.“

Die Bundestagsfraktion von Bündnis 90/Die Grünen kritisierte 2016 die „Intransparenz des Verfahrens“ und forderte statt des Vorschlagserfordernisses eine Ausschreibung der Bundesrichterstellen.
Im Kontext des Konflikts zwischen der Europäischen Union und Polen um die polnischen Justizreformen gab die polnische Regierung im Oktober 2021 bekannt, Deutschland wegen des Richterwahlverfahrens und wegen mangelnder Immunität der Richter vor dem Europäischen Gerichtshof verklagen zu wollen. Laut dem Staatssekretär im Justizministerium Sebastian Kaleta sei „das deutsche System“ „extrem politisiert“.

## Länder
Das Grundgesetz enthält folgende Kann-Vorschrift über Richterwahlausschüsse in den Bundesländern: "Die Länder können bestimmen, dass über die Anstellung der Richter in den Ländern der Landesjustizminister gemeinsam mit einem Richterwahlausschuss entscheidet" (Art. 98 Abs. 4 GG).
Neun Bundesländer haben Richterwahlausschüsse. Diese Länder haben die Kompetenzen ihrer Richterwahlausschüsse unterschiedlich geregelt. Es gibt Zuständigkeiten nur im Falle der Berufung neuer Richter und Zuständigkeiten bei Beförderungsentscheidungen – hier zum Teil nur im Konfliktfall.

### Baden-Württemberg
In Baden-Württemberg ist die Richterwahl im Landesrichter- und -staatsanwaltsgesetz (LRiStAG) geregelt. Der Richterwahlausschuss wird nur im Konfliktfall tätig, das heißt, wenn die vom Ministerium vorgeschlagene Ernennung oder Beförderung vom sog. Präsidialrat abgelehnt wurde oder über einen Gegenvorschlag des Präsidialrats kein Einvernehmen erzielt werden konnte und die in diesem Fall vorgesehene mündliche Einigungsverhandlung zwischen dem Minister oder dessen Vertreter und dem Präsidialrat scheiterte. Erst dann tritt der Richterwahlausschuss zusammen. Dieser besteht aus sechs Abgeordneten des Landtags, einem Vertreter der Rechtsanwaltschaft und acht von der Richterschaft gewählten Richtern. Findet der vom Ministerium vorgeschlagene Bewerber auch im Richterwahlausschuss nicht die erforderliche Zweidrittelmehrheit und stimmt der Minister seinerseits der Ernennung eines vom Richterwahlausschuss gewählten anderen Bewerbers nicht zu, kann nur ein anderer Bewerber vorgeschlagen oder die Stelle neu ausgeschrieben werden.

### Bayern
In Bayern gibt es die Richter-Wahl-Kommission des Bayerischen Landtages, die (nur) die Mitglieder des Bayerischen Verfassungsgerichtshofes wählt. Sie setzt sich aus dem Landtagspräsidenten und neun Abgeordneten zusammen.

### Berlin
Richterwahlausschuss mit 14 Mitgliedern, davon 8 Abgeordnete des Landesparlaments (Abgeordnetenhaus).

### Brandenburg
Richterwahlausschuss mit 12 Mitgliedern, davon 8 Abgeordnete des Landesparlaments.

### Bremen
Richterwahlausschuss mit 11 Mitgliedern, davon 5 Abgeordnete der Bremischen Bürgerschaft.

### Hamburg
Der Richterwahlausschuss bzw. die Richterwahl in Hamburg sind grundlegend in Art. 63 der Hamburgischen Verfassung geregelt, Einzelheiten finden sich im Hamburgischen Richtergesetz.
Die Berufsrichter werden vom Senat auf Vorschlag des Richterwahlausschusses ernannt. Dieser besteht aus drei Senatoren oder Senatssyndici, sechs bürgerlichen Mitgliedern, drei Richtern und zwei Rechtsanwälten. Er beschließt in geheimer Abstimmung mit der Mehrheit der abgegebenen Stimmen.

### Hessen
Über die vorläufige Anstellung und die Berufung eines Richters auf Lebenszeit entscheidet der Justizminister gemeinsam mit einem Richterwahlausschuss, Artikel 127 Absatz 3 der Hessischen Verfassung.
In Hessen besteht der Richterwahlausschuss aus sieben vom Landtag berufenen Mitgliedern, fünf richterlichen Mitgliedern und im jährlichen Wechsel dem Präsidenten einer der beiden Rechtsanwaltskammern des Landes (Mitglied kraft Amtes). Jeder Gerichtszweig ist mit einem richterlichen Mitglied vertreten.

### Mecklenburg-Vorpommern
Die Verfassung des Landes Mecklenburg-Vorpommern enthält eine Kann-Vorschrift über die Einsetzung eines Richterwahlausschusses: "Das Gesetz kann vorsehen, dass die Ernennung zum Richter auf Lebenszeit von dem Votum eines Richterwahlausschusses abhängig gemacht wird" (Art. 76 Abs. 3 Satz 1 Verf MV). Hiervon ist bisher einfachgesetzlich nicht Gebrauch gemacht worden.

### Niedersachsen
In Niedersachsen ermöglicht Artikel 51 (3) der Landesverfassung einen Richterwahlausschuss. Ein solcher ist vom Niedersächsischen Richtergesetz bisher nicht vorgesehen.

### Nordrhein-Westfalen
In Nordrhein-Westfalen bestehen keine Richterwahlausschüsse.

### Rheinland-Pfalz
Die Verfassung für Rheinland-Pfalz vom 18. Mai 1947 bestimmt Folgendes:
Artikel 102: Der Ministerpräsident ernennt und entlässt die Beamten und Richter des Landes, soweit nicht durch Gesetz etwas anderes bestimmt ist.
Richterwahlausschuss
§ 14 Aufgaben, Unterrichtung

(1) Über die Auswahl der Bewerberinnen und Bewerber für die Anstellung und Beförderung einer Richterin oder eines Richters auf Lebenszeit entscheidet die oder der für die Angelegenheiten der Rechtspflege zuständige Ministerin oder Minister gemeinsam mit dem Richterwahlausschuss. Das Ernennungsrecht der Ministerpräsidentin oder des Ministerpräsidenten bleibt unberührt. […]
§ 15 Zusammensetzung, Rechtsstellung der Mitglieder

(1) Stimmberechtigte Mitglieder des Richterwahlausschusses sind
acht Abgeordnete des Landtags,
Anmerkung:

Folgende Abgeordnete der 15. Wahlperiode 2006–2011 gehören dem Ausschuss an: 1. Abg. Jochen Hartloff (SPD); 2. Abg. Carsten Pörksen (SPD); 3. Abg. Dieter Burgard (SPD); 4. Abg. Norbert Stretz (SPD); 5. Abg. Clemens Hoch (SPD); 6. Abg. Herbert Schneiders (CDU); 7. Abg. Dr. Axel Wilke (CDU); 8. Abg. Bernhard Henter (CDU).
eine Richterin oder ein Richter aus der ordentlichen Gerichtsbarkeit als ständiges Mitglied,

eine Richterin oder ein Richter des Gerichtszweigs, für den die Wahl stattfindet,

eine Rechtsanwältin oder ein Rechtsanwalt.
Anmerkungen:

A. Ständiges richterliches Mitglied: Mitglied Becker, Thomas, RAG
1. Ersatzmitglied Lambert, Peter, RAG – DirAG – 2. Ersatzmitglied Probson, Martin, DirAG 3. Ersatzmitglied Blettner, Angelika, Dir’inAG

B. Nichtständige richterliche Mitglieder: I. Ordentliche Gerichtsbarkeit Mitglied Jacob, Peter, DirAG

1. Ersatzmitglied Kanter, Gisela, Dir’inAG; 2. Ersatzmitglied Edinger, Thomas, DirAG; 3. Ersatzmitglied Kuhs, Helmut, VRLG

II. Verwaltungsgerichtsbarkeit Mitglied Dr. Fritz, Peter, VRVG

1. Ersatzmitglied Zimmer, Michael, PräsVG; 2. Ersatzmitglied Faber-Kleinknecht, Elisabeth, VRVG; 3. Ersatzmitglied Dr. Held, Jürgen, VROVG

III. Finanzgerichtsbarkeit Mitglied Weiß, Barbara, RinFG

1. Ersatzmitglied Diehl, Klaus, RFG; 2. Ersatzmitglied Wassmann, Wilhelm, VRFG; 3. Ersatzmitglied Lind, Ulrich, VRFG

IV. Arbeitsgerichtsbarkeit Mitglied Feldmeier, Dorothee, RinArbG

1. Ersatzmitglied Vonderau, Maria, Dir’inArbG; 2. Ersatzmitglied Dr. Speiger, Peter, VRLAG; 3. Ersatzmitglied. Wildschütz, Martin, DirArbG

V. Sozialgerichtsbarkeit Mitglied. Dr. Tappert, Willi, RLSG

1. Ersatzmitglied Büchel, Gudrun, RinLSG; 2. Ersatzmitglied Riefler, Christian, RSG; 3. Ersatzmitglied Wittenbrock, Jörg, RSG

C. Rechtsanwaltschaftliches Mitglied: Mitglied RA JR Dr. Westenberger, Norbert, Mainz

1. Ersatzmitglied RA JR Weis, Rolf-Siegmund, Speyer; 2. Ersatzmitglied RA JR Jansen, Friedrich, Neuwied; 3. Ersatzmitglied RA Brauer, Hans-Richard, Frankenthal
Nicht stimmberechtigtes Mitglied ist die oder der für die Angelegenheiten der Rechtspflege zuständige Ministerin oder Minister als vorsitzendes Mitglied. […]
Die Landesverordnung über die Ernennung und Entlassung der Landesbeamten und Richter im Landesdienst vom 19. Mai 1980 bestimmt Folgendes:
§ 1.
(1) Die Ausübung des mir [dem Ministerpräsidenten] zustehenden Rechts der Ernennung, Versetzung, Abordnung, Ruhestandsversetzung und Entlassung […] der Richter und Staatsanwälte in der Besoldungsgruppe R 1 übertrage ich den Ministern für ihren Geschäftsbereich.
(2) Für besondere Fälle behalte ich mir die Ausübung dieser Befugnisse vor. […]

### Sachsen
In Sachsen sieht die Verfassung in Artikel 79 Abs. 3 einen Richterwahlausschuss vor. Ein entsprechender Gesetzentwurf der SPD-Fraktion wurde jedoch abgelehnt.

### Sachsen-Anhalt
In Sachsen-Anhalt sieht die Verfassung in Artikel 83 Abs. 4 einen Richterwahlausschuss vor.

### Schleswig-Holstein
Die Verfassung des Landes Schleswig-Holstein in der Fassung vom 13. Juni 1990 (GVOBl. 1990, S. 391) schreibt vor:
Artikel 43.
Gerichte, Richterinnen und Richter

(1) Die rechtsprechende Gewalt ist den Richterinnen und Richtern anvertraut; sie wird im Namen des Volkes ausgeübt. Die Richterinnen und Richter sind unabhängig und nur dem Gesetz unterworfen.
(2) Über die Anstellung einer Richterin oder eines Richters entscheidet die oder der für den jeweiligen Gerichtszweig zuständige Landesministerin oder Landesminister gemeinsam mit einem Richterwahlausschuss, der zu zwei Dritteln aus Abgeordneten besteht. Die Mitglieder des Richterwahlausschusses werden vom Landtag gewählt. Der Richterwahlausschuss und der Landtag treffen die ihnen nach Satz 1 und 2 obliegenden Entscheidungen mit der Mehrheit von zwei Dritteln der abgegebenen Stimmen.
(3) Die Präsidentinnen oder Präsidenten der oberen Landesgerichte werden auf Vorschlag der oder des für die jeweilige Gerichtsbarkeit zuständigen Landesministerin oder Landesministers vom Landtag mit der Mehrheit von zwei Dritteln der abgegebenen Stimmen gewählt.
(4) Wenn eine Richterin oder ein Richter im Amt oder außerhalb des Amtes gegen die Grundsätze des Grundgesetzes für die Bundesrepublik Deutschland oder gegen die verfassungsmäßige Ordnung des Landes verstößt, kann der Landtag beim Bundesverfassungsgericht gegen sie oder ihn Anklage erheben.
(5) Das Nähere regelt ein Gesetz.

### Thüringen
Art. 89 Abs. 2 der Verfassung des Freistaats Thüringen bestimmt: Über die vorläufige Anstellung der Richter entscheidet der Justizminister, über deren Berufung auf Lebenszeit entscheidet er mit Zustimmung des Richterwahlausschusses. Zwei Drittel der Mitglieder des Richterwahlausschusses werden vom Landtag mit Zweidrittelmehrheit gewählt. Jede Landtagsfraktion muss mit mindestens einer Person vertreten sein.
Das Thüringer Richter- und Staatsanwältegesetz konkretisiert diese Bestimmung: Nach § 51 besteht der Richterwahlausschuss aus 15 Mitgliedern, darunter zehn Landtagsabgeordnete, zwei Richter als ständige Mitglieder sowie jeweils drei Richter des Gerichtszweigs, für den eine Entscheidung getroffen werden soll, als nichtständige Mitglieder. Jedes Mitglied hat einen Vertreter. Die richterlichen Mitglieder und ihre Vertreter werden nach § 53 von den Richtern im Landesdienst gewählt.